# Casanova (Boqueijón)
Casanova es una localidad española, actualmente despoblada, que forma parte de la parroquia de Boqueijón, del municipio de Boqueijón, en la provincia de La Coruña.